# 黑化吧！聖女大人
《黑化吧！聖女大人》是編乃飢提供創作素材、再由Webtoon公司Sorajima擔任作畫，製作而成的新型態「縱讀」網路漫畫。讀者可藉著上下滑動手機螢幕的方式，即能完整瀏覽整部漫畫作品，無須再經過翻頁。2022年8月起於漫畫網站《Comico》開始連載，2024年3月經Comic Lake發行實體書。

## 故事簡介
聖女候補露雅雖擁有治癒能力，卻會將患者的傷害及病痛一併轉移到自己身上來治癒他人，只要每次使用治癒能力就會跟著帶來等同患者的疼痛與苦楚，更因此被人嘲諷她是缺陷聖女，儘管如此仍舊無悔犧牲奉獻。直到有一日她心儀已久的騎士團長受到魔獸攻擊而重傷頻死，她雖將團長治癒救回，自己卻也深陷昏迷，徘徊於生死邊緣，僥倖傷癒甦醒後，卻發現同為聖女候補的親密好友奪走了一切功勞，團長更決定與其訂婚報答恩情。受到親密好友如此背叛，將她推向絕望深淵，發誓再也不會醫治任何人。此時她邂逅了第二王子斯維恩，王子邀請她一起進行復仇，她接受提議決定拋開聖女身份，展開轉為「惡女」加虐別人的新人生，兩人交織出一段復仇與溺愛，兩相螺旋環繞的異色戀愛物語。

## 登場人物

### 主要角色
露雅（聲：瀨戶麻沙美）
聖女候補。雖然擁有治癒能力，這種能力卻是有缺陷的，會將患者的病痛和傷口轉移到自己身上來治癒對方，儘管如此她仍無私奉獻，犧牲自己承擔他人的痛苦。如此無怨無悔的付出，卻遭到摯友艾莉安的殘酷背叛，讓她的內心因此崩潰破碎，翻轉了整個人生觀，選擇成為惡女加虐別人的復仇之路。
斯維恩（聲：齊藤壯馬）
第二王子斯維恩。個性相當冷酷且精明，對露雅的另一種能力加虐很感興趣，邀請她一起進行復仇。
艾莉安（聲：麻倉桃）
聖女候補，露雅的親密好友。表面上對露雅非常友善，一直支持著她，暗地裡卻相當自私與權謀。
加羅特（聲：浦和希）
騎士團長。個性誠實充滿正義感，卻因為艾莉安的陰謀而誤解了露雅。
席基（聲：興津和幸）
第二王子的親信。

## 出版書籍

### 漫畫
| 冊數 | 一迅社        | 一迅社                 |
| 冊數 | 發售日期      | ISBN                   |
| ---- | ------------- | ---------------------- |
| 1    | 2024年3月28日 | ISBN 978-4-758-01875-3 |
| 2    | 2024年9月27日 | ISBN 978-4-758-01932-3 |

## 電視動畫
2024年9月27日，宣佈將改編為「輕動畫」，由Imageworks Studio擔任動畫製作，2025年7月開始播放。其製作方式為在漫畫原稿基礎上刪除對話框、台詞，並進行分割上色，只加入小限度必要動作的低成本動畫。製作成本僅為一般動畫的十分之一。於2025年7月播出。

### 製作人員
- 原作：編乃飢
- 原作漫畫：Sorajima（作畫）
- 導演：千佐希
- 音響監督：今泉雄一
- 音響效果：野崎博樹、小林亞依里
- 音樂：Onoken
- 動畫製作：Imagica Infos、Imageworks Studio[6]

### 主題曲
片頭曲DiZZY
演唱：鷲尾伶菜，作詞：鷲尾伶菜、Kristi、中山翔吾，作曲、編曲：中山翔吾
片尾曲
演唱：，作詞：Nonpy，作曲：Nonpy、Shuya Masayoshi，編曲：Shuya Masayoshi

### 各话列表
| 话数  | 标题           | 首播日期       |
| ----- | -------------- | -------------- |
| 第1话 | 遍体鳞伤的圣女 | 2025年 7月10日 |
| 第2话 | 神殿的黑幕     | 7月17日        |
| 第3话 | 可疑的身影     | 7月24日        |
| 第4话 | 風流的子爵     | 7月31日        |
| 第5话 | 前往舞會       | 8月7日         |
| 第6话 | 戴德蒙德的惡行 | 8月14日        |
| 第7话 | 過去的邂逅     | 8月21日        |

## 外部連結
- 漫畫官方網站（日語）
- 輕動畫官方網站（日語）
- 輕動畫的X（前Twitter）（日語）